# 泰博堡
泰博堡（法語：Château-Thébaud，法語發音：[ʃato tebo] ⓘ）是法国大西洋卢瓦尔省的一个市镇，位于该省东南部，属于南特区。

## 地理
泰博堡（47°7'30"N, 1°25'11"W）面积17.64 平方千米，位于法国卢瓦尔河地区大区大西洋卢瓦尔省，该省份为法国西北部沿海省份，位于布列塔尼半岛东南部，北起伊勒-维莱讷省，西北接莫尔比昂省，西临大西洋，南至旺代省，东临曼恩-卢瓦尔省。
与泰博堡接壤的市镇（或旧市镇、城区）包括：曼恩河畔艾格勒弗耶、勒比尼翁、塞夫尔河畔迈东、蒙贝尔、曼恩河畔圣菲亚克、韦尔图。

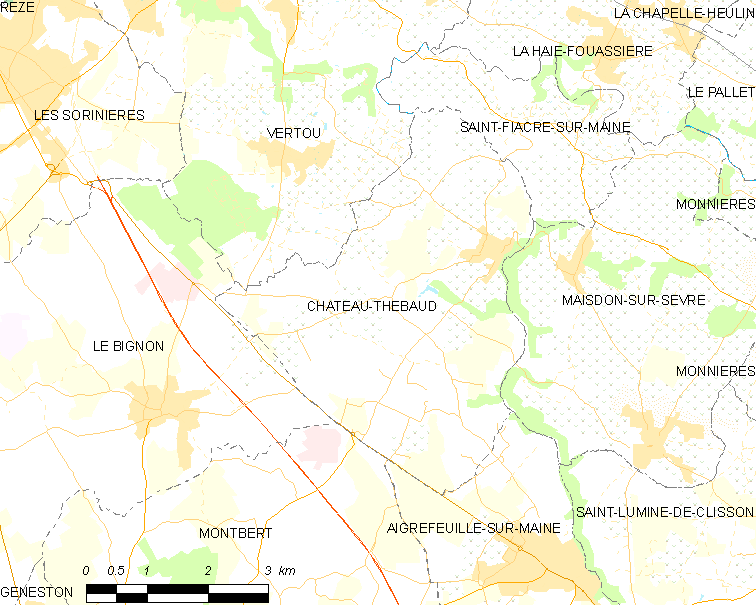
泰博堡的OSM定位图

泰博堡的时区为UTC+01:00、UTC+02:00（夏令时）。

## 行政
泰博堡的邮政编码为44690，INSEE市镇编码为44037。

## 政治
泰博堡所属的省级选区为韦尔图县。

## 人口

1962-2008年间泰博堡人口变化图示

泰博堡于2022年1月1日时的人口数量为3138人。